# Зозуля Віра Михайлівна
Віра Михайлівна Зозуля (нар. 31 серпня 1970, с. Гвардійське Теребовлянського району Тернопільської області) — українська спортсменка (спортивна ходьба). Майстер спорту України міжнародного класу з легкої атлетики (1996).

## Життєпис
Закінчила факультет фізичного виховання Тернопільського педагогічного інституту (1992, нині Тернопільський національний педагогічний університет імені Володимира Гнатюка).
Багаторазова чемпіонка України, учасниця 3-х Олімпійських ігор (2000 Сідней, Австралія; 2004 Афіни, Греція; 2008 Пекін, Китай). Член збірної команди України.
Виступає за фізкультурно-спортивне товариство «Колос».

## Спортивні здобутки
- переможниця у змаганнях зі спортивної ходьби на V літніх Всеукраїнських іграх ветеранів спорту пам'яті Михайла Баки з легкої атлетики на дистанціях 5000 м з результатом 24.50.54 хв. та 3000 м з результатом 14.23.01 хв. серед учасниць вікової групи 40–44 роки (2013)[3];
- срібна призерка чемпіонату Європи з легкої атлетики серед ветеранів у змаганнях зі спортивної ходьби на дистанції 5000 м, результат — 26:31.39 (2014, Ізмір, Туреччина)[4].